# Stesilea gracilis
Stesilea gracilis là một loài bọ cánh cứng trong họ Cerambycidae.